# Litosphingia
Litosphingia là một chi bướm đêm thuộc họ Sphingidae.

## Các loài
- Litosphingia corticea - Jordan 1920
- Litosphingia minettii - Cadiou, 2000